# 巴伯維爾 (紐約州)
巴伯維爾（英語：Barbourville）是位於美國紐約州特拉華縣的非建制地區。

## 歷史
巴伯維爾的郵局於1833年設立，其後於1927年停運。

## 地理
巴伯維爾所處的海拔為高於海平面392米（即1286英呎），而該地所採用的時區為UTC-5，即北美东部时区（EST）。同時該地設有夏令時間，為UTC-5調快一小時，即UTC-4（EDT）。